# Aloe haworthioides
Aloe haworthioides là một loài thực vật có hoa trong họ Măng tây. Loài này được Baker mô tả khoa học đầu tiên năm 1887.

## Hình ảnh

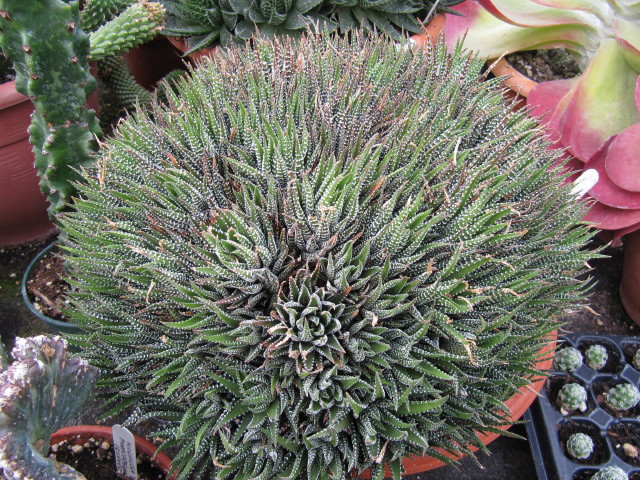
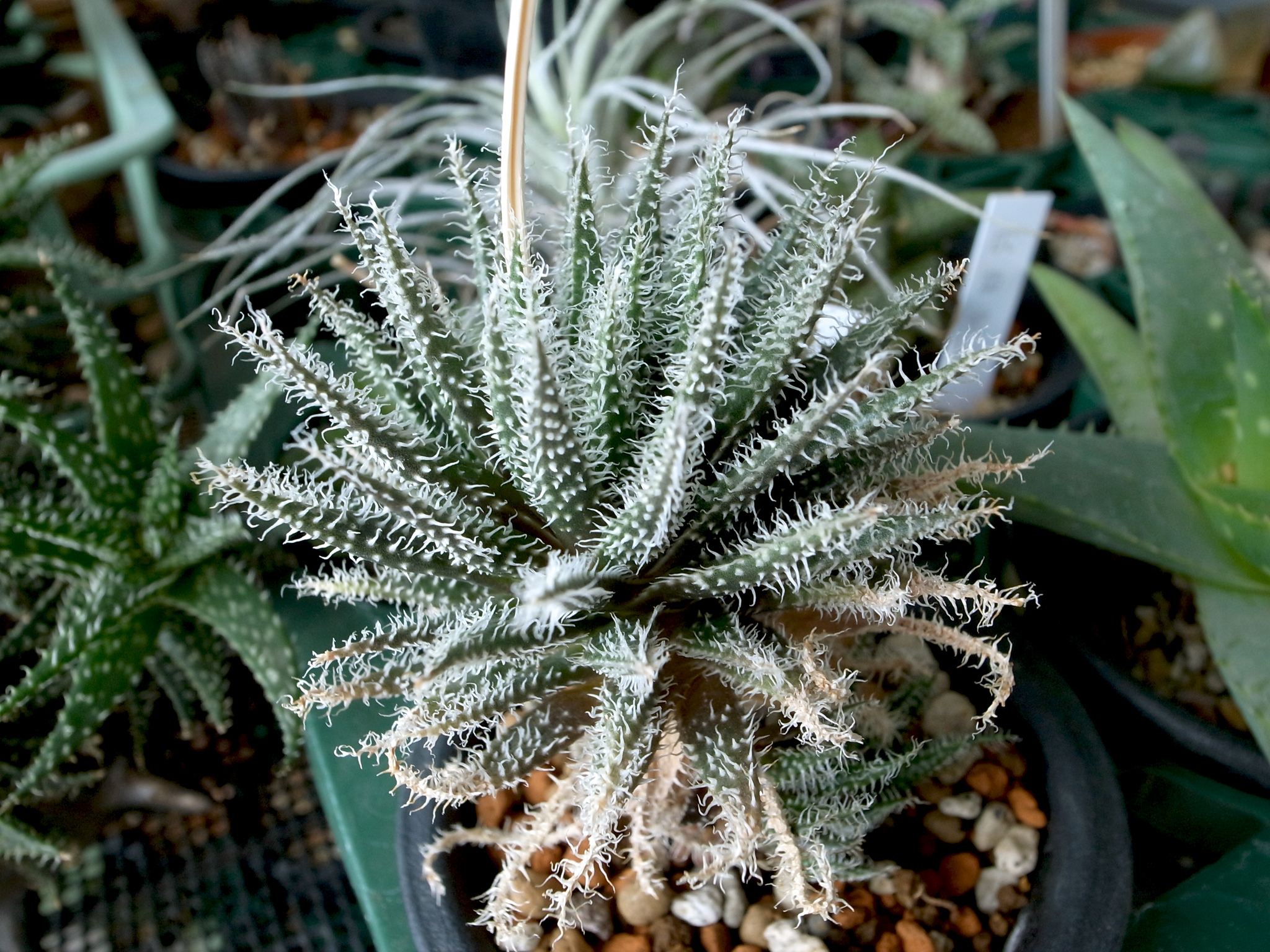